# Emma Sahlin
Emma Sahlin, född 20 februari 2002, är en svensk alpin skidåkare.
Sahlin tog guld i slalom vid olympiska vinterspelen för ungdomar 2020 i Lausanne.